# Haus Bitz

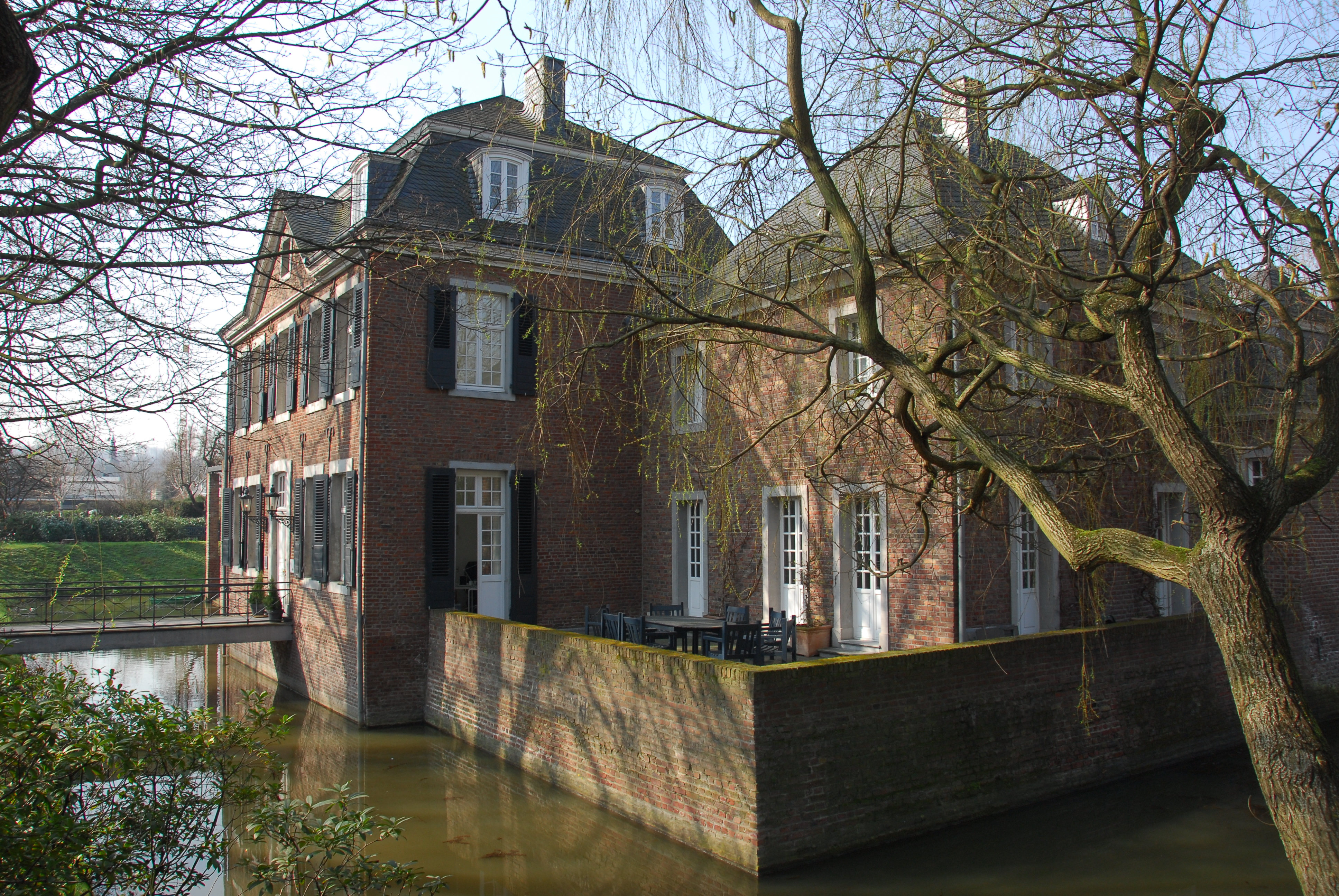
Haus Bitz, Ansicht von Nordosten im Mai 2009

Haus Bitz ist ein ehemaliger Adelssitz im Frechener Stadtteil Bachem, westlich vor den Toren Kölns. Es entwickelte sich aus einem Rittergut, das im 18. Jahrhundert zu einem Landsitz mit repräsentativem Herrenhaus umgestaltet wurde. 
Die historische Bausubstanz wurde Ende der 1980er Jahre restauriert und 1990 durch einen modernen Neubau von Oswald Mathias Ungers und mit einem von Bernhard Korte gestalteten Schlosspark ergänzt. Die Anlage steht unter der Nummer A 3 als Baudenkmal in der Denkmalliste der Stadt Frechen und damit unter Denkmalschutz.

## Geschichte
Die Anfänge des Hauses Bitz sind bisher nicht geklärt. Bekannt ist lediglich, dass seine Geschichte eng mit derjenigen der Burg Bachem verbunden war und es gemeinsam mit dieser zur Jülicher Unterherrschaft Unterbachem gehörte. Die ältesten erhaltenen Urkunden mit Bezug auf Haus Bitz datieren in das 15. Jahrhundert. Zu jener Zeit war die Anlage Sitz der Ritter von Hochsteden. Die Forschung vermutet jedoch, dass das Anwesen älter ist. Wilhelm von Hochsteden und seine Frau Wilhelma Schramm verkauften Haus Bitz an einen Herrn von Hemberg.
Ein Zehntregister aus dem Jahr 1504 nennt die Brüder Wilhelm und Johann von Hemmerich, genannt von Bachem, als Besitzer des Guts. Ein Sohn oder Enkel dieses Wilhelms gleichen Namens war mit Margaretha von Palant verheiratet. Über die gemeinsame Tochter Gertrud kam der Besitz an deren Mann Jacob von Palant. Ihr Enkel Jacob verkaufte das Haus gemeinsam mit seinen beiden Schwägern sowie dem Vormund seiner beiden noch unmündigen Schwestern am 17. Oktober 1674 an Sophia Neighausen, Witwe von Johann Hermann von Heinsberg. Sie veräußerte die Anlage 1675 für 5800 Rheinische Taler weiter an Philip von Heyringen, der bis 1712 Besitzer blieb. In jenem Jahr übertrug er Haus Bitz seiner Nichte Catharina Elisabeth von Heyringen, die mit Joachim Wozislaus von Wobeser verheiratet war. 
Das Paar verkaufte Haus Bitz 1733 oder 1734 an den Kölner Kaufmann Jakob Nierstraß, der sich 1735 mit Hinweis auf den freiadeligen Status des Guts weigerte, Einquartierungen auf seinem Anwesen zuzulassen. Freiadeligkeit bedeutete, dass der Besitz von Steuern und sonstigen Lasten wie zum Beispiel Einquartierungen befreit war. Der auf Burg Bachem ansässige Herr der Unterherrschaft Bachem, Freiherr Christian August von Geldern, bestritt daraufhin die Freiadeligkeit des Hauses Bitz. Der Streit endete 1737 mit einem Vergleich: Die Anlagen innerhalb des Wassergrabens behielten das Privileg, die übrigen Ländereien mit einer Größe von 125 Morgen unterlagen den üblichen Steuern und Pflichten. Die Tochter von Jakob Nierstraß, Maria Anna, heiratete Simon Peltzer, unter dem das Anwesen durch Ankäufe wesentlich an Umfang gewann. Seine vier Töchter verkauften ihren Anteile am Haus an ihren einzigen Bruder Jakob Peltzer, der dort eine Schnupftabakfabrik einrichtete.

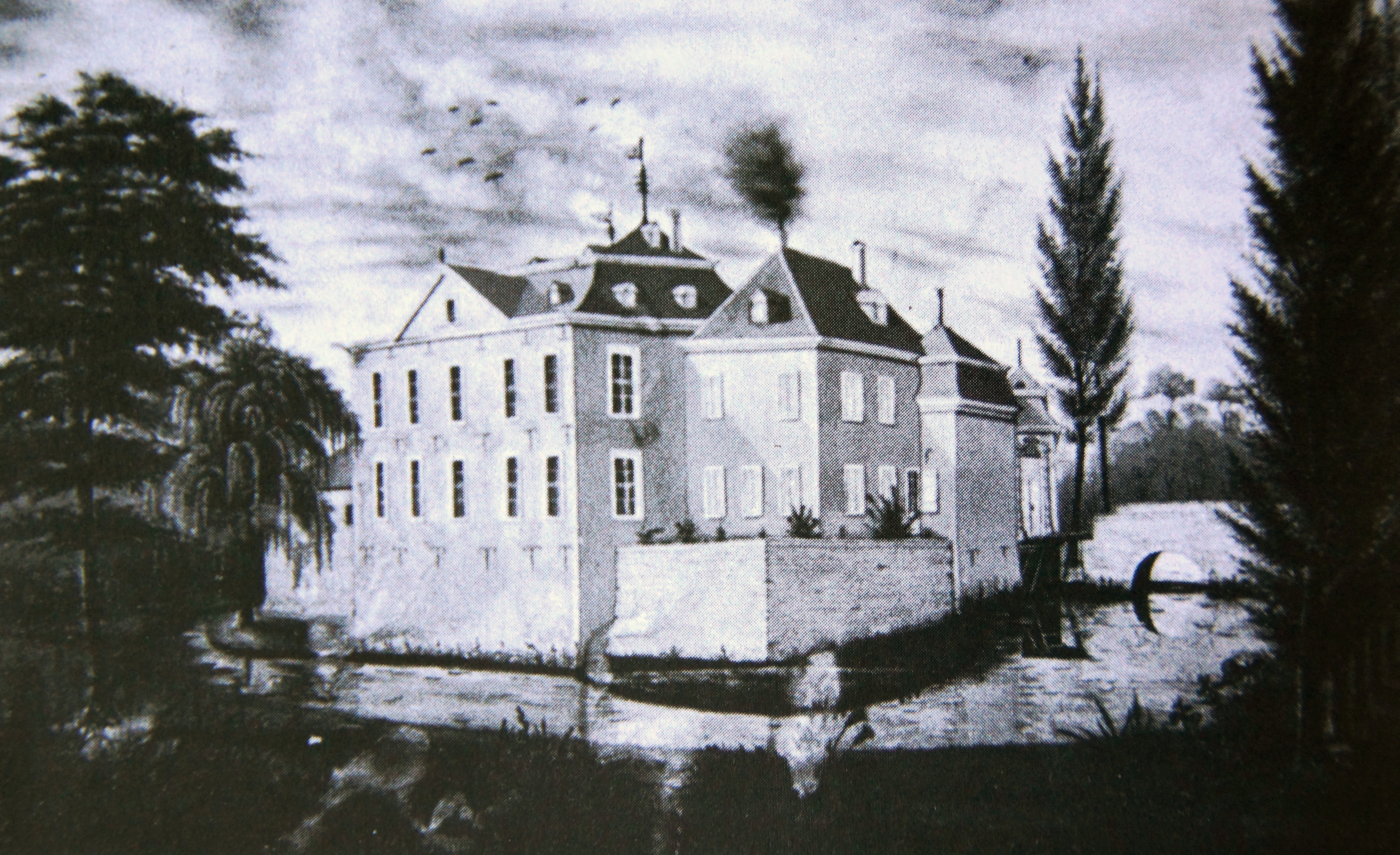
Haus Bitz auf einer Darstellung aus der Zeit um 1820 bis 1830

Im Jahr 1785 wurden Haus Bitz und alle Rechte sowie Besitztümer an den Freiherrn Clemens Lothar von Fürstenberg verkauft. Dessen Familie blieb bis 1940 Eigentümerin der Anlage, ehe die Gemeinde Frechen das Anwesen in jenem Jahr von der Nachlassverwaltung Egon von Fürstenberg-Stammheim erwarb. Sie plante, dort den weiblichen Arbeitsdienst unterzubringen, wozu es aber nicht kam.
Im Zweiten Weltkrieg wurden die Wirtschaftsgebäude der Anlage vollständig zerstört. Von ihnen blieben nur noch Mauerreste übrig. Nach Kriegsende wurde Haus Bitz zu Wohnzwecken genutzt. In einem älteren Nebengebäude lebte ein Künstlerehepaar, das auf dem Anwesen Ausstellungen der Frechener Kunstvereins organisierte. Das Haus verfiel ab Mitte des 20. Jahrhunderts jedoch immer mehr. Der Wassergraben war längst verlandet, und an den Glanz vergangener Zeit erinnerte nur wenig. 1986 kaufte der Kölner Galerist Michael Kewenig das Areal und ließ das Herrenhaus aufwändig restaurieren. Der trocken gefallene Wassergraben konnte wiederhergestellt und erneut vom Bachemer Bach durchflutet werden. Der Schlosspark wurde durch den Landschaftsarchitekten Bernhard Korte, der schon auf der Museumsinsel Hombroich tätig gewesen war, als Skulpturenpark gestaltet.
1990 errichtete der Architekt Oswald Mathias Ungers auf den Grundmauern der zerstörten Wirtschaftsbauten einen modernen Gebäudekomplex mit Galeriehalle und einem repräsentativen Wohngebäude. Haus Bitz wurde auf diese Weise als eine über die Grenzen von Köln und Frechen hinaus bekannte Galerie und gleichzeitig als Wohnhaus des Galeristenpaares Jule und Michael Kewenig genutzt. Im Jahr 2005 erwarben drei Unternehmer das Anwesen und richteten es als Hauptstandort eines Softwareunternehmens ein, wobei die historische und architektonische Substanz des Hauses unangetastet blieb. Nach längerem Leerstand wird das historische Haus seit Anfang 2018 von einem Unternehmen genutzt. Die Räume wurden dafür aufwändig renoviert, und auch die anliegende Parkanlage wurde wieder hergerichtet.

## Beschreibung
Haus Bitz liegt auf einer leicht trapezförmigen Insel, die allseitig von einem Wassergraben umgeben ist. Die Anlage besteht aus einem historischen, älteren Teil im nordöstlichen Bereich der Insel und einem modernen Gebäudeensemble an den übrigen Seiten. Die neuen Bauten aus dem Jahr 1990 sind in einer auf klare geometrische Grundelemente reduzierten Formensprache entworfen.
Der Hauptzugang zur Insel liegt auf ihrer Nordseite. Eine steinerne Bogenbrücke führt zu einem Gittertor, das an seiner Westseite von einem kleinen Wachhäuschen mit gebrochenem Mansarddach flankiert wird. Früher stand auch an der anderen Torseite ein solcher Bau, doch der ist nicht erhalten. 
Zur ältesten erhaltenen Bausubstanz gehört vermutlich ein Rechteckbau mit zwei Geschossen an der Nordostecke. Während seine Hofseite aus Feldbrandziegeln errichtet wurde, besteht es grabenseitig aus Fachwerk, das heute mit Mauerziegeln verblendet ist. Ihm schließt sich südlich das ebenfalls zweigeschossige, barocke Herrenhaus mit schiefergedecktem Mansarddach an. Seine Fenster mit Gewänden auch Trachyt-Werkstein unterteilen das Gebäude in fünf Achsen. In der Mittelachse an der Grabenseite findet sich der heutige Eingang, zu dem eine moderne Brücke über den Wassergraben führt.
Südlich der Anlage befindet sich ein formal gestalteter Garten. Die Tranchotkarte vom Beginn des 19. Jahrhunderts zeigt noch im Nordwesten des Hauses Bitz weitläufige Gartenanlagen, die sich aber nicht erhalten haben.

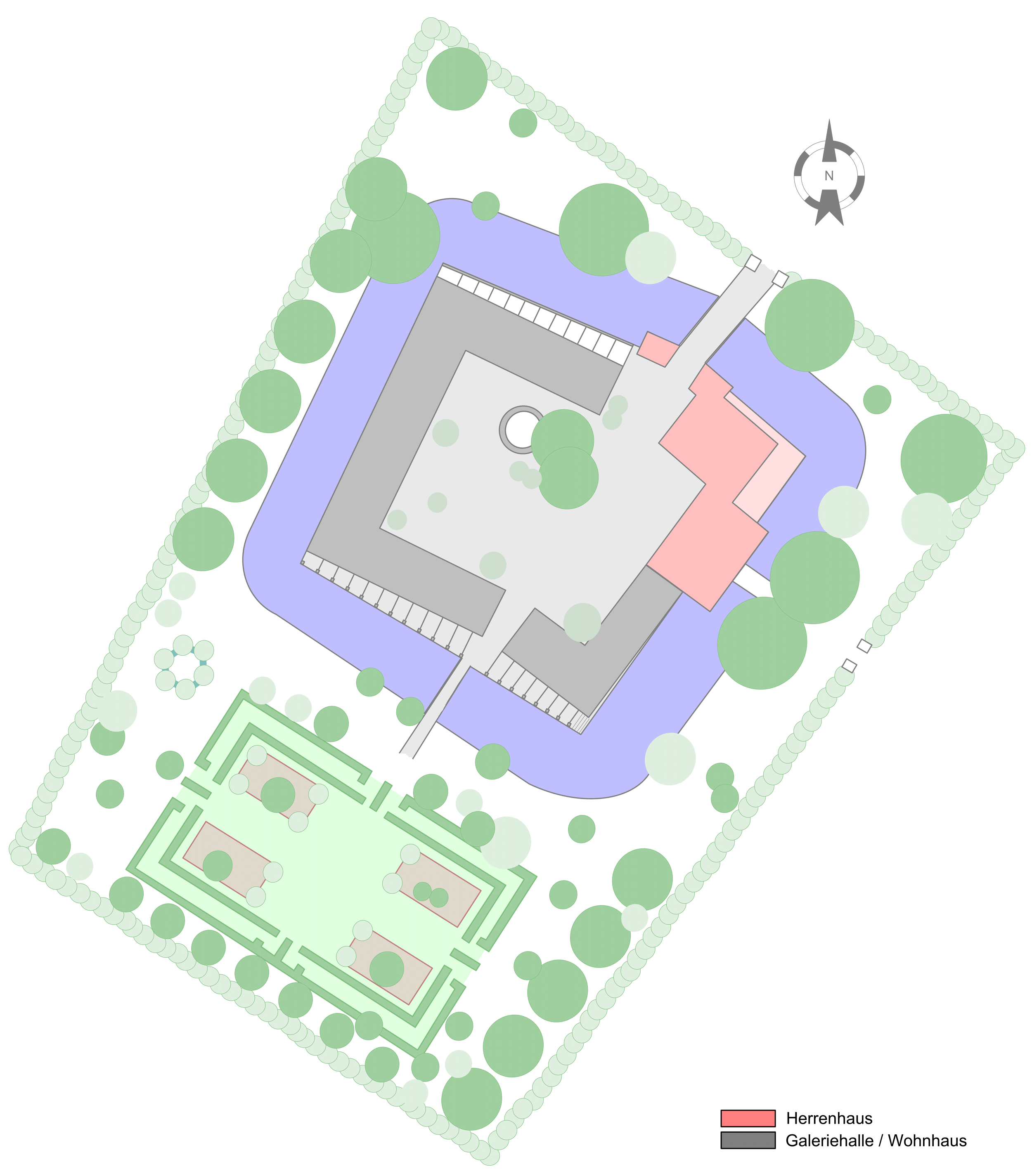
Lageskizze des Hauses
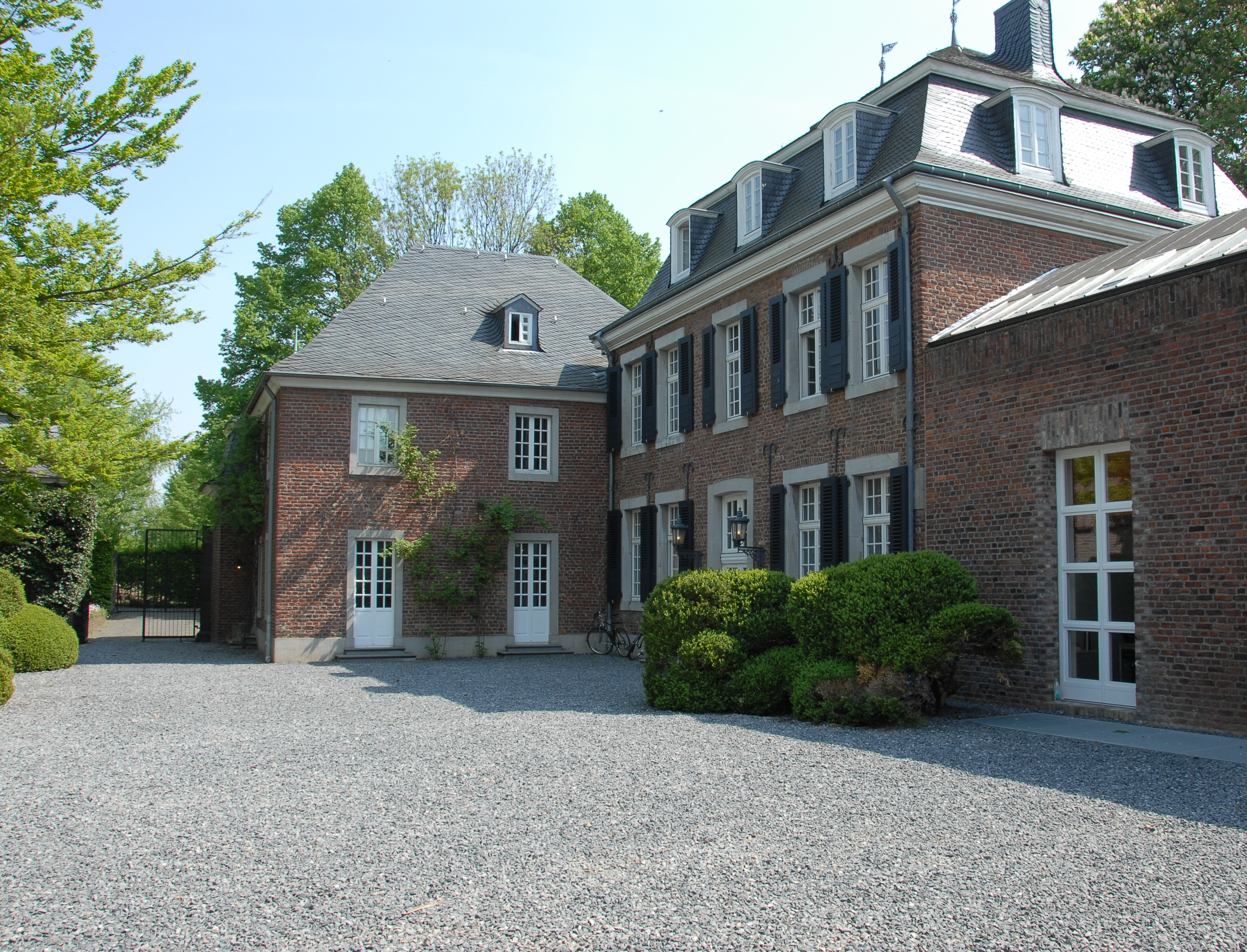
Blick von Süden in den Innenhof
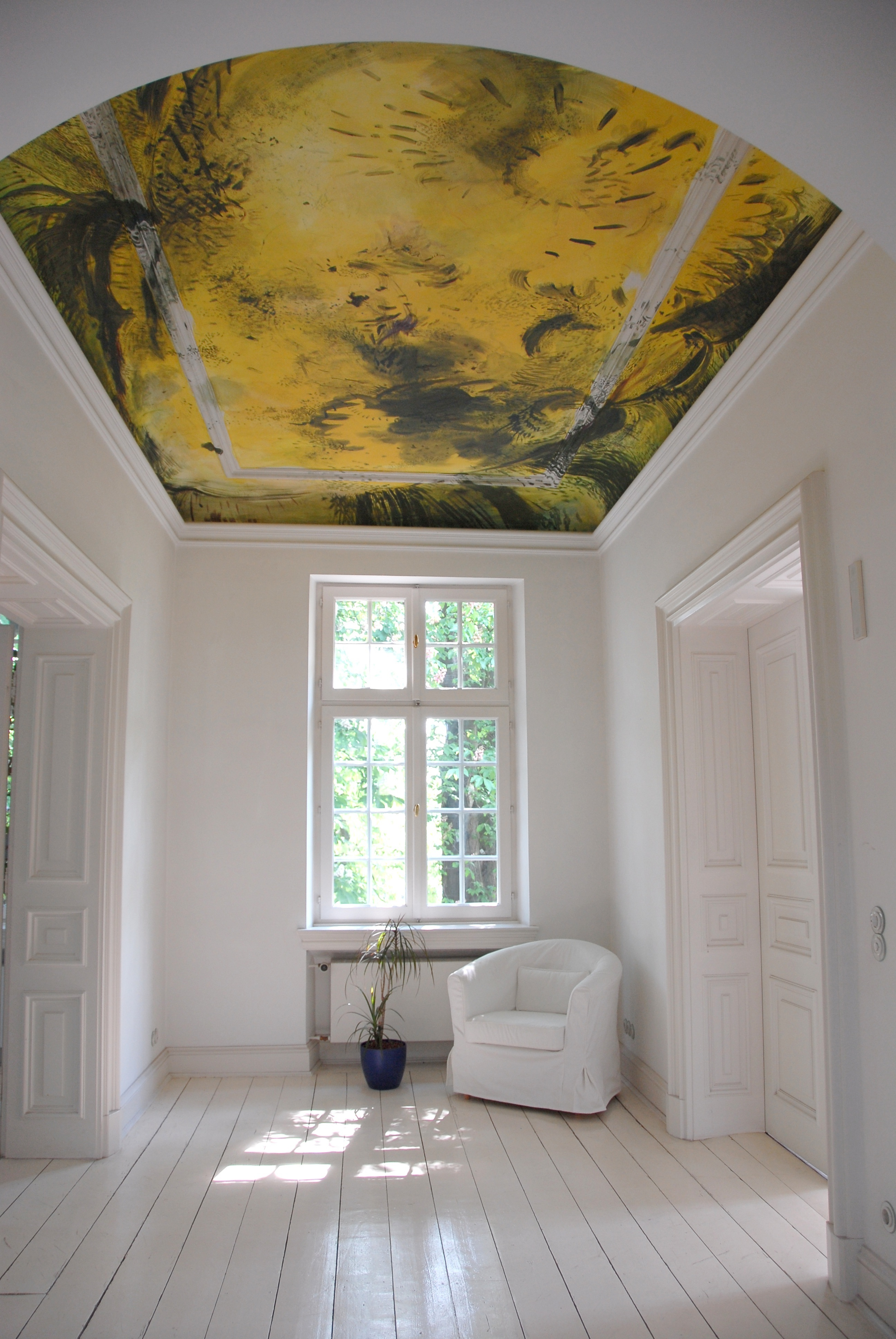
Treppenhaus
Der von Oswald Mathias Ungers gestaltete Hofflügel